# Demi Lovato-diszkográfia
Demi Lovato amerikai énekes és színész diszkográfiája nyolc stúdióalbumból, kettő koncertalbumból, két EP-ből és tíz kislemezből áll. Zenei karrierje kezdetén a Disney Channel Rocktábor című filmjében szerepelt, melyet 2008. június 20-án (Magyarországon: november 8.) mutattak be. Joe Jonas-szal közös duettje, a This Is Me jelent meg első kislemezként a filmzenei albumról. Kilencedik lett a Billboard Hot 100-on, de sok más ország slágerlistáján is helyet kapott.
2008 elején szerződött le a Hollywood Records-hoz, amely gondozásában jelent meg Get Back című felvétele, mely 43. lett az USA-ban. Debütáló albuma 2008 szeptemberében jelent meg, Don’t Forget címmel. Második és egyben utolsó kislemezként a La La Land jelent meg, mely 52. lett az Egyesült Államokban, valamint top 40-es az Egyesült Királyságban és Írországban. Az album közel félmillió példányban kelt el az USA-ban, így arany minősítést kapott.
Lovato második albuma, a Here We Go Again 2009 júliusában került kiadásra. Első kislemezként a címadó dal jelent meg, mely 108 000 eladott példánnyal top 20-as sláger lett. Az album az USA-ban első helyezett lett közel félmillió eladott lemezzel. Második kiadványként a Remember December jelent meg, 80. hellyel a brit kislemezlistán
A Rocktábor 2. – A záróbuli-ban való szereplés és a We The Kings-szel közös duett után jelent meg Demi harmadik lemeze, mely az Unbroken címet kapta, mely az eddigi pop-rock elemek helyett inkább R&B-re és pop-ra építkezett. 96 000 eladással negyedik helyen debütált az Egyesült Államokban. Az első kislemez, a Skyscraper tizedik lett 176 000 letöltéssel a megjelenés hetén. Ezt 2012. január 23-án a Give Your Heart a Break követte. Mindkét dal platina minősítést szerzett.
2012 májusára a három albumból összesen 1 430 000 példány kelt, a kislemezekből közel 9 millió.

## Albumok

### Stúdióalbumok
| Cím                                                         | Album részletek | Legjobb helyezések | Legjobb helyezések | Legjobb helyezések | Legjobb helyezések | Legjobb helyezések | Legjobb helyezések | Legjobb helyezések | Legjobb helyezések | Legjobb helyezések | Legjobb helyezések | Minősítések   | Eladások                                |   |
| Cím                                                         | Album részletek | US                 | AUS                | BE (Fl)            | CAN                | GER                | JP                 | NL                 | NZ                 | SPA                | UK                 | Minősítések   | Eladások                                |   |
| ----------------------------------------------------------- | --- | ------------------ | ------------------ | ------------------ | ------------------ | ------------------ | ------------------ | ------------------ | ------------------ | ------------------ | ------------------ | ------------- | --------------------------------------- | - |
| Don’t Forget                                                | - Megjelent: 2008. szeptember 23. - Kiadó: Hollywood - Formátum: CD, digitális letöltés                                         | 2                  | —                  | —                  | 9                  | —                  | 116                | —                  | 34                 | 13                 | 192                | - RIAA: Arany | - USA: 519 000                          |   |
| Here We Go Again                                            | - Megjelent: 2009. július 21. - Kiadó: Hollywood - Formátum: CD, digitális letöltés                                             | 1                  | 40                 | 88                 | 5                  | —                  | 141                | —                  | 10                 | 35                 | 199                | - ABPD: Arany | - USA: 479 000                          |   |
| Unbroken                                                    | - Megjelent: 2011. szeptember 20. - Kiadó: Hollywood - Formátum: CD, digitális letöltés                                         | 4                  | 20                 | 25                 | 4                  | 61                 | 271                | 63                 | 3                  | 24                 | 45                 | - ABPD: Arany | - USA: 431 000                          |   |
| Demi                                                        | - Megjelent: 2013. május 14. - Kiadó: Hollywood - Formátum: CD, digitális letöltés                                              | 3                  | 14                 | 19                 | 1                  | 1                  | —                  | 17                 | 7                  | 3                  | 10                 |               | - USA: 110 000                          |   |
| Confident                                                   | - Megjelent: 2015. október 16. - Kiadó: Hollywood/Island/Safeh. - Formátum: CD, digitális letöltés                              | 3                  | 7                  | —                  | 3                  | 13                 | —                  | —                  | —                  | 7                  | 5                  |               |                                         |   |
| Tell Me You Love Me                                         | - Megjelent: 2017. szeptember 29. (US) - Kiadó: Hollywood, Island, Safehouse - Formátum: CD, LP, digitális letöltés, streaming  | 3                  | 8                  | 10                 | 4                  | 7                  | 12                 | 6                  | 4                  | 32                 | 5                  | - US: 249,000 | - RIAA: Platinum - BPI: Gold - MC: Gold |   |
| Dancing with the Devil... the Art of Starting Over          | - Megjelent: 2021. április 2. (US) - Kiadó: Island - Formátum: CD, LP, digitális letöltés, streaming, kazetta                   | 2                  | 8                  | 5                  | 6                  | 8                  | 36                 | 12                 | 9                  | 7                  | 2                  | - US: 38,000  |                                         |   |
| Holy Fvck                                                   | - Tervezett megjelenés: 2022. augusztus 19. - Kiadó: Island - Formátum: CD, LP, digitális letöltés, streaming, kazetta, bakelit | ?                  | ?                  | ?                  | ?                  | ?                  | ?                  | ?                  | ?                  | ?                  | ?                  | ?             | ?                                       | ? |
| "—" nem szerepelt listán, vagy nem jelent meg az országban. | |                    |                    |                    |                    |                    |                    |                    |                    |                    |                    |               |                                         |   |

### Középlemezek
| Cím                     | Album részletek                                                                                 |
| ----------------------- | ----------------------------------------------------------------------------------------------- |
| Moves Me                | - Megjelent: 2007. március 3. - Kiadó: Well Go USA Records - Formátumok: CD, digitális letöltés |
| iTunes Live from London | - Megjelent: 2009. május 17. - Kiadó: Hollywood - Formátumok: Digitális letöltés                |

### Filmzene albumok
| Camp Rock                                                   | - Megjelent: 2008. június 20. - Kiadó: Walt Disney - Formátum: CD, digitális letöltés    | 3   | 1 | 1 | 13 | —  | 2 | —  | 5 | 3 | - RIAA: Platina - SNEP: Arany - RIANZ: Arany - PROMUSICAE: Platina - BPI: Ezüst |
| Camp Rock 2: The Final Jam                                  | - Megjelent: 2010. augusztus 20. - Kiadó: Walt Disney - Formátum: CD, digitális letöltés | 3   | 1 | 1 | —  | 10 | 4 | 28 | — | 4 | - RIAA: Arany - PROMUSICAE: Arany                                               |
| Sonny with a Chance                                         | - Megjelent: 2010. október 5. - Kiadó: Walt Disney - Formátum: CD, digitális letöltés    | 163 | 8 | 3 | —  | —  | — | —  | — | — |                                                                                 |
| "—" nem szerepelt listán, vagy nem jelent meg az országban. |                                                                                          |     |   |   |    |    |   |    |   |   |                                                                                 |

### Koncertalbumok
| Cím                                  | Album részletek                                                                         |
| ------------------------------------ | --------------------------------------------------------------------------------------- |
| Live: Walmart Soundcheck             | - Megjelent: 2009. november 10. - Kiadó: Hollywood - Formátumok: CD, digitális letöltés |
| Camp Rock 2: Live Walmart Soundcheck | - Megjelent: 2010. október 13. - Kiadó: Hollywood - Formátumok: Digitális letöltés      |

## Kislemezek
| This Is Me (közreműködik Joe Jonas)                         | 2008 | 9   | 46 | 18 | —  | 16 | 36 | 15 | 27 | —  | 39 | 33  |                                              | Camp Rock                  |
| Get Back                                                    | 2008 | 43  | —  | —  | —  | 93 | —  | —  | —  | —  | —  | —   |                                              | Don’t Forget               |
| La La Land                                                  | 2009 | 52  | 76 | —  | —  | —  | 82 | —  | 30 | —  | —  | 35  |                                              | Don’t Forget               |
| Here We Go Again                                            | 2009 | 15  | —  | —  | —  | 61 | —  | —  | —  | 38 | —  | —   |                                              | Here We Go Again           |
| Remember December                                           | 2010 | —   | —  | —  | —  | —  | —  | —  | —  | —  | —  | 80  |                                              | Here We Go Again           |
| Wouldn’t Change a Thing (közreműködik Joe Jonas)            | 2010 | 110 | —  | 36 | —  | 90 | 28 | —  | —  | —  | —  | 71  |                                              | Camp Rock 2: The Final Jam |
| Skyscraper                                                  | 2011 | 10  | 45 | —  | 44 | 18 | —  | —  | 33 | 9  | 67 | 32  | - RIAA: Platina - ARIA: Arany - RIANZ: Arany | Unbroken                   |
| Give Your Heart a Break                                     | 2012 | 16  | —  | —  | 32 | 19 | —  | —  | —  | 9  | —  | 194 | - RIAA: Platina - RIANZ: Arany - GLF: Arany  | Unbroken                   |
| Heart Attack                                                | 2013 | 10  | 41 | —  | 27 | 7  | —  | —  | 3  | 9  | 73 | 3   |                                              | Demi                       |
| Made in the USA                                             | 2013 | —   | —  | —  | —  | —  | —  | —  | —  | —  | —  | —   |                                              | Demi                       |
| "—" nem szerepelt listán, vagy nem jelent meg az országban. |      |     |    |    |    |    |    |    |    |    |    |     |                                              |                            |

### Közreműködő előadóként
| We Rock (a Rocktábor szereplőivel)                          | 2008 | 33 | 70 | 41 | 97 | Camp Rock |
| We’ll Be a Dream (We the Kings és Demi Lovato)              | 2010 | 76 | —  | —  | —  | Smile Kid |
| "—" nem szerepelt listán, vagy nem jelent meg az országban. |      |    |    |    |    |           |

## Promóciós kislemezek
| Send It On (a Disney’s Friends for Change-l)                | 2009 | 20  | —   | Jótékonysági kislemez             |
| Gift of a Friend                                            | 2009 | —   | —   | Tinker Bell and the Lost Treasure |
| Bounce (Jonas Brothers és Big Rob)                          | 2009 | —   | —   | -                                 |
| Make a Wave (közreműködik Joe Jonas)                        | 2010 | 84  | —   | Jótékonysági kislemez             |
| Can’t Back Down                                             | 2010 | —   | 178 | Camp Rock 2: The Final Jam        |
| It’s On (among Cast of Camp Rock)                           | 2010 | —   | —   | Camp Rock 2: The Final Jam        |
| Me, Myself and Time                                         | 2010 | 107 | —   | Sonny with a Chance               |
| Why Don’t You Love Me (Hot Chelle Rae és Demi Lovato)       | 2011 | —   | —   | Whatever                          |
| "—" nem szerepelt listán, vagy nem jelent meg az országban. |      |     |     |                                   |

## Videóklipek
| Cím                     | Év   | Rendező(k)                    | Előadó(k)                    |
| ----------------------- | ---- | ----------------------------- | ---------------------------- |
| Get Back                | 2008 | Philip Andelman               | Demi Lovato                  |
| La La Land              | 2008 | Brendan Malloy és Tim Wheeler | Demi Lovato                  |
| Lo Que Soy              | 2009 | Ismeretlen                    | Demi Lovato                  |
| Don’t Forget            | 2009 | Robert Hales                  | Demi Lovato                  |
| One and the Same        | 2009 | Allison Liddi-Brown           | Demi Lovato & Selena Gomez   |
| Here We Go Again        | 2009 | Brendan Malloy és Tim Wheeler | Demi Lovato                  |
| Send It On              | 2009 | Ismeretlen                    | Disney's Friends for Change  |
| Gift of a Friend        | 2009 | Ismeretlen                    | Demi Lovato                  |
| Bounce                  | 2009 | JBD Productions Music         | Jonas Brothers & Demi Lovato |
| Remember December       | 2009 | Tim Wheeler                   | Demi Lovato                  |
| We’ll Be a Dream        | 2010 | Raul B. Fernandez             | We the Kings és Demi Lovato  |
| Make a Wave             | 2010 | Ismeretlen                    | Demi Lovato & Joe Jonas      |
| It’s On                 | 2010 | Brandon Dickerson             | Camp Rock 2                  |
| Skyscraper              | 2011 | Mark Pellington               | Demi Lovato                  |
| Give Your Heart a Break | 2012 | Justin Francis                | Demi Lovato                  |